# Psychilis monensis
Psychilis monensis är en orkidéart som beskrevs av Ruben Primitivo Sauleda. Psychilis monensis ingår i släktet Psychilis och familjen orkidéer. Inga underarter finns listade i Catalogue of Life.